# Celestino Vallejo de Miguel

Celestino Vallejo de Miguel (Valdemaluque, Soria, 8 de diciembre de 1960) es un entrenador de fútbol español y es actualmente el secretario técnico del CD Guadalajara.

## Trayectoria como entrenador
- Segundo Entrenador CD Numancia 1992-2001
- CD Numancia 2001-2002
- CD Guadalajara 2003-2004